# Xavier Gottofrey
Fr.-Xavier Gottofrey (Echallens, 9 september 1802 - Lausanne, 15 december 1868) was een Zwitsers advocaat, rechter, hoogleraar en politicus voor de linkse radicalen uit het kanton Vaud.

## Biografie

### Jurist
Xavier Gottofrey studeerde rechten en werd advocaat hij het hof van beroep van Lausanne (1832-1840) en later tot 1847 rechter in dit hof en in de kantonnale rechtbank. Hij was buitengewoon hoogleraar burgerlijk recht aan de rechtenacademie van Lausanne tussen 1843 en 1846 en 1855 tot 1856.

### Politicus
Gottofrey was ook politiek actief en behoorde tot de politieke stroming van de linkse radicalen, de dominante politieke stroming in Zwitserland in zijn tijd, al bleek hij hoofdzakelijk een centrumpoliticus. Van 1854 tot 1866 was hij lid van de Grote Raad van Vaud. Van 13 januari tot 1 mei 1862 zetelde hij in de Kantonsraad.